# Ящишин Йосип Миколайович
Йосип Миколайович Ящишин (* 1 липня 1930, с. Комборня, Польща) — радянський та український хімік, відмінник освіти України, академік Української технологічної академії. Доктор технічних наук (1988).

## Життєпис
Закінчив Львівський політехнічний інститут (1953), аспірантуру Ленінградського технологічного інституту. Протягом 1953—1961 років працював на львівському «Мехсклозаводі», 1961—1967 — у Львівській філії науково-дослідного інституту будівельних матеріалів. З 1967 — педагогічна робота, зараз — професор Інституту хімії та хімічних технологій кафедри хімічної технології силікатів НУ «Львівська політехніка».
У 1988 році захистив докторську дисертацію у Московському хіміко-технологічному інституті. Напрям наукових досліджень — модифікування структури поверхні скла газоподібними і рідкими хімічними реагентами з метою підвищення експлуатаційних властивостей широкого асортименту скляних виробів тощо. автор понад 200 наукових праць, 36 свідоцтв та патентів, підручників.